# Strażnica WOP Wysowa
Strażnica WOP Wysowa – zlikwidowany podstawowy pododdział graniczny Wojsk Ochrony Pogranicza pełniący służbę ochronną na granicy polsko-czechosłowackiej.
Strażnica SG w Wysowej – zlikwidowana graniczna jednostka organizacyjna polskiej straży granicznej realizująca zadania bezpośrednio w ochronie granicy państwowej z Czechosłowacją/Słowacją.

## Formowanie i zmiany organizacyjne
Strażnica została sformowana w 1945 w strukturze 39 komendy odcinka jako 179 strażnica WOP (Wysowa) o stanie 56 żołnierzy. Kierownictwo strażnicy stanowili: komendant strażnicy, zastępca komendanta do spraw polityczno-wychowawczych i zastępca do spraw zwiadu. Strażnica składała się z dwóch drużyn strzeleckich, drużyny fizylierów, drużyny łączności i gospodarczej. Etat przewidywał także instruktora do tresury psów służbowych oraz instruktora sanitarnego.
Wiosną 1947 strażnica WOP wróciła do Wysowej i otrzymała numer 180. Od 15 marca 1954 wprowadzono nową numerację strażnic. Strażnica II kategorii otrzymała numer 180. Do kwietnia 1958 w strukturach 3 Brygady WOP, którą przemianowano na 3 Karpacką Brygadę WOP i była jako Placówka WOP Wysowa .
W 1964 posiadał nr 19 i była kategorii II.
Do 15 maja 1991 funkcjonowała w strukturach organizacyjnych Karpackiej Brygady WOP w Nowym Sączu.
Straż Graniczna:

Po rozwiązaniu w 1991 Wojsk Ochrony Pogranicza, 16 maja 1991 strażnica w Wysowej weszła w podporządkowanie Karpackiego Oddziału Straży Granicznej i przyjęła nazwę Strażnica Straży Granicznej w Wysowej (SSG w Wysowej) .
Strażnica SG w Wysowej funkcjonowała do 2005 , kiedy to została rozformowania. Ochraniany przez strażnicę odcinek granicy, przejęła wraz z obsadą etatową Graniczna Placówka Kontrolna Straży Granicznej w Koniecznej. Celem takich działań było dostosowanie funkcjonowania straży granicznej do wymogów unijnych. Budynek po rozformowanej strażnicy został przekazany Komendzie Powiatowej Policji w Gorlicach.

## Ochrona granicy
W 1960 roku 25 placówka WOP Wysowa II kategorii ochraniała odcinek granicy państwowej z Czechosłowacją o długości 19093 m od znaku granicznego nr I/223, do znaku granicznego nr  I/251.

## Strażnice sąsiednie
- 178 strażnica WOP Konieczna ⇔ 180 strażnica WOP Muszynka – 1946.

## Komendanci/dowódcy strażnicy
- Franciszek Bolko (1.05.1957[d]–31.08.1958[e])[13].